# Bukowo (województwo podlaskie)
Bukowo – wieś w Polsce położona w województwie podlaskim, w powiecie grajewskim, w gminie Rajgród.
W latach 1975–1998 miejscowość administracyjnie należała do województwa łomżyńskiego.
Wierni Kościoła rzymskokatolickiego należą do parafii św. Wojciecha w Rydzewie.